# نموذج هيكشر-أولين

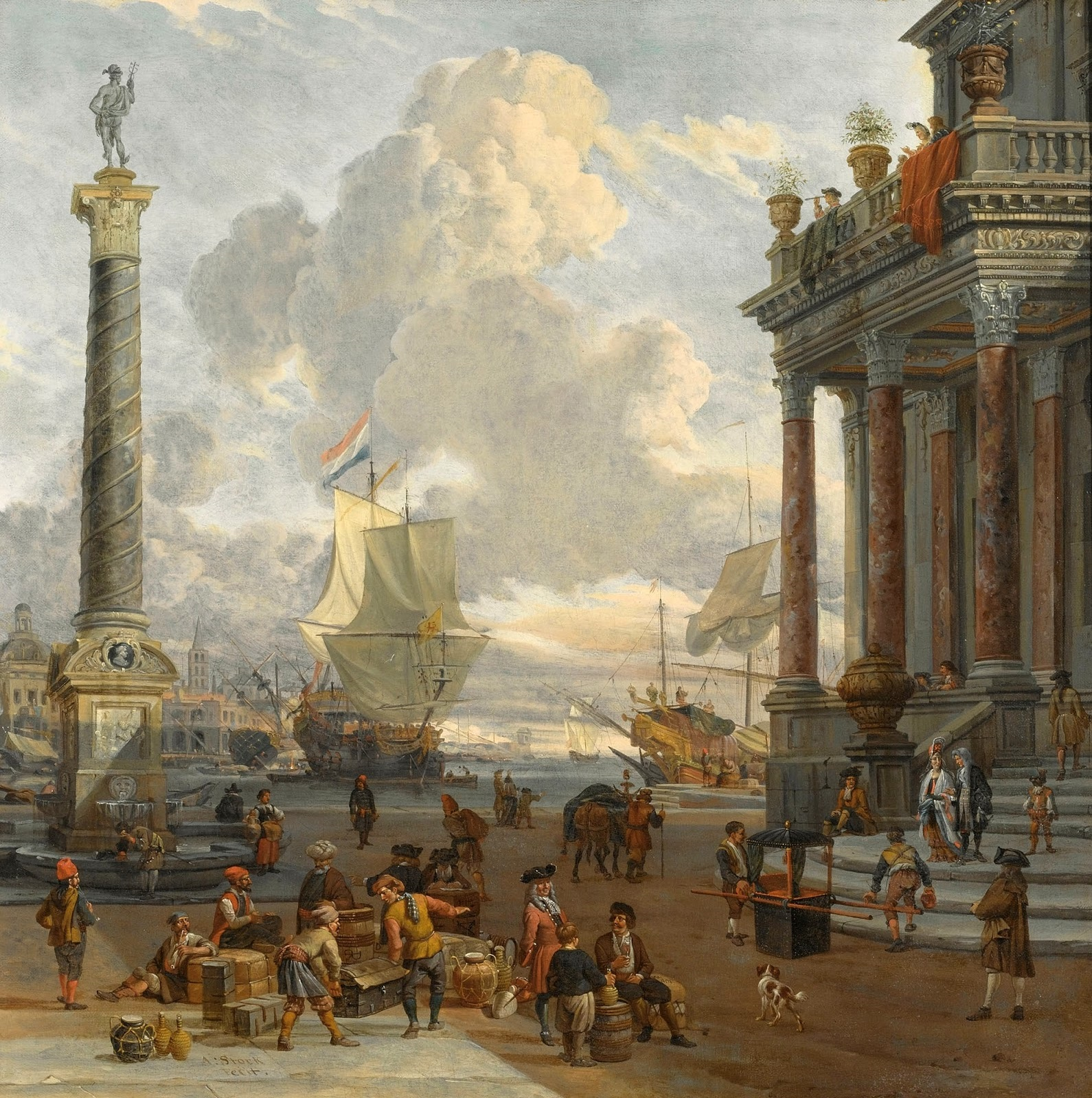

نموذج هيكشر أولين (نموذج H-O) هو نموذج توازن رياضي عام للتجارة الدولية طوره كل من إيلي هيكشر وبيرتيل أولين في مدرسة ستوكهولم للاقتصاد. يعتمد هذا النموذج على نظرية ديفيد ريكاردو للميزة النسبية من خلال التنبؤ بأنماط التجارة والإنتاج استنادًا إلى توفر عوامل إنتاج في منطقة تجارية معينة. يقول النموذج بشكل أساسي إن البلدان تصدر المنتجات التي تستخدم عوامل الإنتاج الوفيرة والرخيصة، وتستورد المنتجات التي تستخدم العوامل النادرة.

## مزايا النموذج
تحدد الوفرة النسبية لعوامل الإنتاج (الأرض واليد العاملة ورأس المال) الميزة النسبية للبلد. تتمتع البلدان بمزايا نسبية في تلك السلع التي تكون فيها عوامل الإنتاج المطلوبة وفيرة محليًا، لأن ربحية البضائع تُحدد من خلال تكاليف المدخلات. يكون إنتاج السلع التي تتطلب مدخلات وفيرة محليًا أرخص من إنتاج تلك السلع التي تتطلب مدخلات نادرة.
على سبيل المثال، فإن لدى الدولة التي يكون فيها رأس المال والأراضي وفيرين لكن العمالة نادرة ميزةٌ نسبية في السلع التي تتطلب الكثير من رأس المال والأراضي والقليل من اليد العاملة. إذا كانت هناك وفرة من الأراضي ومن رؤوس الأموال، فستكون أسعارها منخفضة (مثل الحبوب). وبما أنها العوامل الرئيسية في إنتاج الحبوب، فإن سعر الحبوب سيكون منخفضًا كذلك، وبالتالي سيكون جذابًا للتصدير وللاستهلاك المحلي. من ناحية أخرى، يعد إنتاج السلع كثيفة العمالة مكلفًا للغاية لأن العمالة شحيحة وسعرها مرتفع، وبالتالي، من الأفضل للبلد استيراد هذه السلع.

## التطور النظري
دفعت الاختلافات في إنتاجية العمال باستخدام تقنيات مختلفة التجارةَ في النموذج الريكاردي. لم يطلب نموج هيكشر وأولين أن تختلف تكنولوجيا الإنتاج بين البلدان، لذلك (سعيًا للتبسيط) يفترض نموذج هيكشر – أولين أن تقنيات الإنتاج متطابقة في كل مكان. أخذ ريكاردو عاملًا واحدًا للإنتاج بعين الاعتبار (اليد العاملة) ولم يكن بإمكان هذا العامل إنتاج ميزة نسبية دون وجود اختلافات تكنولوجية بين البلدان (ستصبح جميع الدول مكتفية ذاتيًا في مراحل النمو المختلفة، وبالتالي لن يكون هناك داع للتجارة فيما بينها). أزال نموذج هيكشر - أولين اختلافات التكنولوجيا بين الدول، لكنه أدخل الاختلافات بوفرة عوامل الإنتاج في الحسبان، فأعاد خلق الاختلاف في إنتاجية العمل الذي فرضه ريكاردو بشكل خارجي. في ظل وجود الاختلافات الدولية في الوفرات الرأسمالية مثل البنى التحتية، وفي ظل وجود سلع مختلفة تحتاج نسبًا مختلفة من عوامل الإنتاج، تبرز الميزة النسبية لريكاردو حلًا يحقق أقصى الأرباح الممكنة من بين الخيارات الرأسمالية. يواجه أصحاب رؤوس الأموال خيارات للاستثمار في تقنيات الإنتاج المختلفة. يفترض نموذج هيكشر - أولين أن القطاع الخاص هو من يمتلك رأس المال.

### الإصدار الأصلي
شرح برتل أولين النظرية لأول مرة في كتاب نُشر عام 1933. كتب أولين الكتاب وحده، لكنه وثّق دور هيكشر كمطور مشارك للنموذج بسبب عمله السابق حول المشكلة، ولأن العديد من الأفكار في النموذج النهائي جاءت من أطروحة الدكتوراه التي قدمها أولين تحت إشراف هيكشر. (كان أولين تلميذ هيكشر)

### نموذج 2X2X2
افترض نموذج هيكشر - أولين الأصلي أن الفرق الوحيد بين البلدان هو الوفرة النسبية لليد العاملة ورأس المال. احتوى نموذج هيكشر - أولين الأصلي على بلدين لهما سلعتين يمكن إنتاجهما. لأن هذا النموذج يحتوي على عاملين للإنتاج، فقد أطلق عليه أحيانًا اسم نموذج «2 × 2 × 2».
يحتوي النموذج على «نسب متغيرة لعوامل الإنتاج» بين البلدان. تتمتع البلدان المتقدمة جدًا بنسبة عالية من رأس المال إلى العمل مقارنةً بالدول النامية. هذا يجعل رؤوس الأموال وفيرة في الدول المتقدمة مقارنة بالدول النامية، واليد العاملة وفيرة في الدول النائية مقارنة بالدول المتقدمة.
بوجود هذا الاختلاف الوحيد، تمكن أولين من مناقشة الآلية الجديدة للميزة النسبية باستخدام سلعتين فقط وتقنيتين اثنتين لإنتاجهما. إحدى التقنيات ستكون صناعة كثيفة رأس المال، وأخرى صناعة كثيفة العمالة.

### التوسعات
وسّع العديد من الاقتصاديين النموذج منذ الثلاثينيات. لم تغير هذه التطورات الدور الأساسي لنسب العوامل المتغيرة في دفع التجارة الدولية، لكنها أضافت إلى النموذج اعتبارات العالم الواقعي المختلفة (مثل التعرفات الجمركية) على أمل زيادة قوة النموذج التنبؤية، أو كطريقة رياضية لمناقشة خيارات السياسات الاقتصادية.
جاءت المساهمات الأبرز من بول سامويلسون ورونالد جونز وياروسلاف فانيك، لذلك تسمى اختلافات النموذج في بعض الأحيان نموذج هيكشر – أولين - سامويلسون أو نموذج هيكشر – أولين – فانيك في الاقتصاد النيوكلاسيكي.

## افتراضات نظرية
اشتُقّ النموذج الأصلي 2 × 2 × 2 بافتراضات تقييدية بغية تبسيط الحساب الرياضي، وقد خففت بعض تلك الافتراضات لتطوير النموذج. في ما يلي سرد لهذه الافتراضات والتطورات.

### تمتلك كلتا الدولتين تكنولوجيا إنتاج متطابقة
يعني هذا الافتراض أن إنتاج نفس الناتج لأي سلعة يمكن أن يتم باستخدام نفس مستوى رأس المال واليد العاملة في أي من البلدين. في الواقع، لن يكون استخدام نفس الرصيد في أي من البلدين فعالًا (بسبب التوافر النسبي لأي من عوامل المدخلات) لكنه سيكون ممكنًا.
تتمتع البلدان بمزايا طبيعية لإنتاج السلع غير متوفرة لدى البلدان الأخرى، لذلك يعد هذا الافتراض تبسيطًا «غير واقعي» مصمم لإبراز تأثير العوامل المتغيرة. هذا يعني أن نموذج هيكشر - أولين الأساسي أعطى تفسيرًا بديلًا للتجارة الحرة عن تفسير ريكاردو عوضًا عن تكميل تفسيره. في الواقع، قد يحدث كلا التأثيرين بسبب الاختلافات في تكنولوجيا الإنتاج ووفرة عوامله.
إضافة إلى المزايا الطبيعية في إنتاج نوع واحد من المنتجات بدل نوعٍ آخر (النبيذ بدل الأرز على سبيل المثال)، تختلف البنية التحتية ويختلف التعليم والثقافة والخبرة بشكل كبير بين البلدان، لدرجة أن الحديث عن تقنيات متطابقة ضرب من الخيال. قال أولين إن نموذج هيكشر - أولين كان نموذجًا طويل الأمد، وإن ظروف الإنتاج الصناعي على المدى الطويل هي نفسها في كل مكان.

### صعوبة انتقال عوامل الإنتاج بين الدول
يعتمد نموذج هيكشر - أولين الأساسي على اختلاف التوافر النسبي لرأس المال واليد العاملة دوليًا، ولكن إذا كان بالإمكان استثمار رأس المال بحرية في أي مكان، فإن المنافسة تجعل الوفرة النسبية متطابقة في جميع أنحاء العالم. توفر حرية التجارة في رأس المال مجموعة استثمار عالمية واحدة.
لن تؤدي الاختلافات في وفرة اليد العاملة إلى اختلاف وفرة العوامل النسبية لأن نسبة العمالة على رأس المال ستكون متطابقة في كل مكان. (ستحصل الدولة الكبيرة على ضعف الاستثمار الذي يتلقاه البلد الصغير، ما يزيد عائد الاستثمار الرأسمالي إلى حده الاقصى).
مع انخفاض الضوابط على رأس المال، بدأ العالم الحديث يبتعد عن العالم  الذي صاغه هيكشر وأولين. جادل هيكشر وأولين بأن حركة رأس المال تقوض التجارة الحرة.
يكون رأس المال متحركًا عندما:
- تكون ضوابط الصرف محدودة
- يُسمح بالاستثمار الأجنبي المباشر بين البلدان، أو يُسمح للأجانب بالاستثمار في العمليات التجارية للبلد من خلال سوق الأوراق المالية أو سندات الشركات.

مثل رأس المال، لا يُسمح بحركة اليد العاملة في عالم هيكشر وأولين، لأنه من شأن هذا الأمر أن يؤدي إلى تحقيق التوازن في الوفرة النسبية لعاملي الإنتاج، تمامًا كما هي الحال عندما يكون رأس المال جامدًا (غير متحرك).